# Artem Kjuregjan
Artem Kjuregjan (* 9. září 1976 Leninakan) je bývalý arménský zápasník – klasik, bronzový olympijský medailista z roku 2004, který po rozpadu Sovětského svazu reprezentoval Rusko a od roku 2000 Řecko.

## Sportovní kariéra
Zápasení se věnoval od 6 let v rodném Gjumri (dříve Leninakan). Specializoval se na zápas řecko-římský pod vedením Chačatura Vardanjana. Po rozpadu Sovětského svazu v roce 1991 šel za lepšími tréninkovými podmínkami do ruského Uljanovsku, kde se připravoval v policejním vrcholovém centru Dinamo pod vedením Anatolije Vinnika. V ruské mužské reprezentaci se ve váze do 54 kg neprosazoval, proto přijal v roce 1999 nabídku reprezentovat Řecko. V řecké reprezentaci působil jeho bratranec Arutjun Rubenjan. V roce 2000 v olympijské kvalifikaci na olympijské hry v Sydney neuspěl. V roce 2004 startoval jako domácí reprezentant na olympijských hrách v Athénách. Ze základní čtyřčlenné skupiny postoupil bez ztráty technického bodu do semifinále, ve kterém prohrál výrazným rozdílem 2:7 na technické body s Ázerbájdžáncem Hejdarem Mammadalijevem reprezentujícím Rusko. Své zaváhání před domácím publikem odčinil v souboji o třetí místo s Ukrajincem Oleksijem Vakulenkem, kterého porazil 6:1 na technické body a získal bronzovou olympijskou medaili. Od roku 2005 se výsledkově trápil a před olympijskou sezonou 2008 byl z řecké reprezentace vyřazen.

## Výsledky
| Turnaj             | 2000 | 2001 | 2002 | 2003 | 2004 | 2005 | 2006 | 2007 |
| Turnaj             | 24   | 25   | 26   | 27   | 28   | 29   | 30   | 31   |
| Turnaj             | -54  | -54  | -55  | -55  | -55  | -55  | -55  | -55  |
| ------------------ | ---- | ---- | ---- | ---- | ---- | ---- | ---- | ---- |
| Olympijské hry     | —    |      |      |      | 3.   |      |      |      |
| Mistrovství světa  |      | —    | úč.  | úč.  |      | úč.  | úč.  | úč.  |
| Mistrovství Evropy | úč.  | úč.  | 5.   | úč.  | 2.   | —    | úč.  | —    |